# Jiří Kroupa (fotbalista)
Jiří Kroupa (* 9. září 1960) je bývalý český fotbalista a obránce, v roce 1982 se mu narodil syn Jiří a v roce 1985 dcera Nikola. 

## Fotbalová kariéra
V československé lize hrál za TJ SU Teplice. Nastoupil ve 3 ligových utkáních. Gól v lize nedal. V nižších soutěžích hrál i za Škodu Plzeň.

## Ligová bilance
| Ročník                                   | Zápasy | Góly | Klub        |
| ---------------------------------------- | ------ | ---- | ----------- |
| 1. československá fotbalová liga 1978/79 | 3      | 0    | SU Teplice  |
| Česká národní fotbalová liga 1981/82     | 7      | 0    | Škoda Plzeň |
| CELKEM 1. liga                           | 3      | 0    |             |